# Manuel L. Quezon
Manuel Luis Quezon y Molina (spaniolă: [maˈnwel ˈlwis ˈkeson i moˈlina]; n. 19 august 1878, Baler⁠(d), Central Luzon⁠(d), Filipine – d. 1 august 1944, Saranac Lake⁠(d), comitatul Essex, New York, SUA), cunoscut și sub inițialele sale MLQ, a fost un avocat, om de stat, ofițer și om politic filipinez⁠(d) care a ocupat funcția de președinte al Comunității Filipinelor din 1935 până la moartea sa în 1944. A fost primul filipinez care a condus un guvern al întregilor Filipine (spre deosebire de guvernul statelor filipineze anterioare) și este considerat a fi fost al doilea președinte al Filipinelor, după Emilio Aguinaldo⁠(d) (1899–1901), pe care Quezon l-a învins în alegerile prezidențiale din 1935⁠(d).
În timpul președinției sale, Quezon a abordat problema țăranilor fără pământ din mediul rural. Printre alte decizii majore ale sale se numără reorganizarea apărării militare a insulelor, aprobarea unei recomandări pentru reorganizarea guvernamentală, promovarea colonizării și dezvoltării în Mindanao, abordarea problemei controlului străin asupra comerțului Filipinelor, propuneri de reformă agrară și combaterea corupției în cadrul guvernului. El a stabilit un guvern în exil în SUA imediat după izbucnirea celui de al Doilea Război Mondial din cauza amenințării cu invazia japoneză. Istoricii descriu guvernarea lui Quezon drept o „dictatură de facto” și că el a fost „primul politician filipinez care a integrat toate nivelurile politice într-o sinergie a puterii”, după ce a eliminat limitele numărului de mandate prezidențiale și a transformat Senatul într-o extensie a executivului prin modificări constituționale.
Quezon a murit de tuberculoză la Saranac Lake, New York, în timpul exilului. A fost înmormântat în Cimitirul Național Arlington până la sfârșitul celui de al Doilea Război Mondial, după care rămășițele sale au fost mutate la Manila, fiind reînhumat la Cercul Memorial Quezon.
În 2015, Consiliul Fundației Internaționale Raoul Wallenberg⁠(d) a aprobat acordarea postumă a medaliei Wallenberg președintelui Quezon și poporului filipinez pentru că a ajutat, între 1937 și 1941, victimele Holocaustului. Președintele Benigno Aquino III și Maria Zenaida Quezon Avanceña, pe atunci în vârstă de 94 de ani, fiica fostului președinte, au fost informați despre această recunoaștere.

## Tinerețea și începutul carierei
Quezon s-a născut la 19 august 1878 în Baler⁠(d) din districtul El Príncipe (astăzi Baler, Aurora⁠(d)). Părinții săi au fost Lucio Quezon y Velez (decedat în 1898) și María Dolores Molina (1840–1893). Tatăl său era maestro (învățător) în Paco, Manila⁠(d) și un sargento de Guardia Civil (sergent al Gărzii Civile Spaniole⁠(d)) în retragere, în timp ce mama sa era maestra (învățătoare) în orașul lor natal. Tatăl lui vorbea spaniola și o preda ca profesor.
Potrivit istoricului Augusto de Viana și așa cum este scris în cronologia sa despre istoria lui Baler, tatăl lui Quezon, Lucio, era un mestizo⁠(d) chinez⁠(d) care provenea din Parián⁠(d) (cartierul chinezesc de lângă Intramuros⁠(d)) din Paco, Manila⁠(d), deși învățase probabil să vorbească spaniolă în perioada petrecută în Guardia Civil spaniolă și în cele din urmă s-a căsătorit cu mama lui Manuel, care era o mestiză spaniolă⁠(d) născută printr-un preot spaniol, părintele Jose Urbina de Esparragosa, care a sosit în Baler în 1847, slujind ca preot paroh al orașului.
Deși ambii săi părinți trebuie să fi contribuit la educația sa, el a primit cea mai mare parte a educației sale primare de la școala publică înființată de guvernul spaniol în satul său, ca parte a înființării sistemului de învățământ public gratuit în Filipine, așa cum el însuși relata în discursul ținut în Camera Reprezentanților a Statelor Unite în timpul discuțiilor despre Legea Jones⁠(d), în 1914. Mai târziu, a fost înscris la școala cu internat Colegio de San Juan de Letran⁠(d), unde a absolvit liceul și cu cele mai înalte distincții.
În 1899, Quezon a renunțat la studiile de drept de la Universitatea Santo Tomas⁠(d) pentru a se alătura mișcării pentru independență. În timpul Războiului Filipino-American, a fost aghiotant⁠(d) al lui Emilio Aguinaldo⁠(d). A avansat până la gradul de maior și a luptat în sectorul Bataan. Cu toate acestea, după capitularea din 1900, când a obținut primul său post în presa americană, Quezon s-a întors la universitate și a promovat examenele de barou în 1903, obținând locul al patrulea.
A lucrat o perioadă ca funcționar și topograf, intrând în serviciul guvernamental ca fiscal (trezorier) numit pentru Mindoro și mai târziu pentru Tayabas. El a devenit consilier municipal al Lucenei și a fost ales guvernator al orașului Tayabas în 1906, după niște alegeri disputate.

## Cariera în Congres

### Camera Reprezentanților (1907–1916)
În 1907, el a fost ales ca reprezentant al districtului 1 din Tayabas pentru prima Adunare a Flipinelor⁠(d) – care mai târziu avea să devină Camera Reprezentanților – unde a fost lider al majorității și președinte al comisiei de regulament, precum și președinte al comisiei de alocări bugetare. Din 1909 până în 1916, a fost unul dintre cei doi comisari rezidenți⁠(d) ai Filipinelor la Camera Reprezentanților SUA, unde a făcut lobby pentru adoptarea Legii Autonomiei Filipinelor⁠(d), denumită și Legea Jones.

### Senat (1916–1935)
Quezon s-a întors la Manila în 1916 și a fost ales senator în districtului senatorial cinci. Ulterior, a fost ales președinte al Senatului de către colegii săi, și a servit continuu până în 1935 (19 ani consecutivi), cel mai lung mandat din istorie, până când mai tânărul său coleg de provincie din Tayabas, senatorul Lorenzo Tañada a avut patru mandate consecutive (24 de ani din 1947 până în 1972). A condus prima misiune independentă la Congresul SUA în 1919 și a asigurat aprobarea Legii Tydings-McDuffie⁠(d) în 1934. În 1922, Quezon a devenit liderul alianței Partido Nacionalista-Colectivista din partea Partidului Naționalist⁠(d).

## Președinția (1935–1944)

### Primul mandat (1935–1941)
În 1935, Quezon a câștigat primele alegeri prezidențiale naționale⁠(d) din Filipine sub însemnele Partidului Nacionalista⁠(d). El a obținut aproape 68% din voturi împotriva celor doi principali rivali ai săi, Emilio Aguinaldo⁠(d) și Gregorio Aglipay⁠(d). Quezon a depus jurământul în noiembrie 1935. El este recunoscut drept al doilea președinte al Filipinelor. În ianuarie 2008 însă, deputatul Rodolfo Valencia de Oriental Mindoro a depus un proiect de lege prin care îl declară al doilea președinte filipinez pe generalul Miguel Malvar⁠(d), care i-a urmat direct lui Aguinaldo în 1901.

#### Numirile la Curtea Supremă
În 1935, președintele Quezon a primit, în temeiul Legii de Reorganizare, prerogativa de a numi primul cabinet complet filipinez din Filipine. Din 1901 până în 1935, deși un filipinez a fost întotdeauna numit președinte al Curții Supreme, majoritatea membrilor Curții Supreme erau americani. Filipinizarea completă a fost realizată numai odată cu înființarea Comunității Filipinelor în 1935. Claro M. Recto și José P. Laurel au fost printre primii numiți de Quezon pentru a-i înlocui pe judecătorii americani. Numărul de membri ai Curții Supreme a crescut la 11: un președinte al curții și zece judecători asociați, care au stat en banc sau în două subdiviziuni de câte cinci membri fiecare.
- Ramón Avanceña⁠(d) – 1935 (președinte al Curții⁠(d)) – 1935–1941
- José Abad Santos⁠(d) – 1935
- Claro M. Recto⁠(d) - 1935–1936
- José P. Laurel⁠(d) – 1935
- José Abad Santos⁠(d) (președinte al Curții) – 1941–1942

#### Reorganizarea guvernamentală
Pentru a răspunde cerințelor nou înființatului guvern și în conformitate cu prevederile Legii Tydings-McDuffie, precum și cu cerințele Constituției, președintele Quezon, fidel angajamentului său pentru „mai multă guvernare și mai puțină politică”, a inițiat o reorganizare a organelor guvernamentale. În acest sens, a înființat Comisia de Studiu a Guvernării pentru a studia instituțiile existente și, în lumina circumstanțelor schimbate, să facă recomandările necesare.
Primele rezultate s-au văzut odată cu modernizarea Departamentului Executiv. Unele birouri și oficii au fost fuzionate între ele, altele desființate definitiv. Au fost create însă și unele noi. Președintele Quezon a ordonat transferul Poliției Filipineze de la Departamentul de Interne la Departamentul de Finanțe. Printre schimbările în direcțiile executive prin modificarea funcțiilor sau noi responsabilități, s-au numărat cele de Apărare Națională, Agricultură și Comerț, Lucrări Publice și Comunicații, și Sănătate și Bunăstare Publică.
În conformitate cu alte exigențe impuse de Constituție, noi birouri și consilii au fost create fie prin ordin executiv, fie prin măsuri legislative corespunzătoare. Printre acestea s-au numărat Consiliul de Apărare Națională, Consiliul de Ajutorare Națională, Comisiile pentru Mindanao și Sulu și Consiliul de Apel pentru Serviciul Public.

#### Program de dreptate socială
Angajat să îmbunătățească situația clasei muncitoare filipineze și inspirându-se din doctrinele sociale ale Papei Leon al XIII-lea și ale Papei Pius al XI-lea, precum și din tratatele de referință ale principalilor sociologi ai lumii, președintele Quezon a început un program viguros de dreptate socială, pe care l-a introdus prin masuri executive corespunzătoare și prin legislație promovată prin Adunarea Națională⁠(d).
Astfel, a fost înființată o instanță de relații industriale care să medieze litigiile, în anumite condiții, reducând problemele cauzate de greve și lockouturi. A fost adoptată o lege privind salariul minim, precum și o lege care prevedea ziua de lucru de opt ore și o lege a arendei pentru fermierii filipinezi. O altă măsură a fost crearea funcției de avocat din oficiu pentru a ajuta justițiabilii săraci în procesele lor judiciare.
Legea Comunității nr. 20 l-a autorizat pe Quezon să inițieze proceduri de expropriere și/sau să achiziționeze proprietăți mari pentru a le revinde la costuri nominale și în condiții ușoare chiriașilor, permițându-le astfel să posede un lot și o casă proprie. În virtutea acestei legi, Guvernul Comunității a naționalizat moșia Buenavista. De asemenea, Quezon a lansat un sistem cooperativ de agricultură între proprietarii moșiilor subdivizate pentru a le atenua situația și pentru a le oferi câștiguri mai mari.
În toate acestea, Quezon a arătat o dorință serioasă de a urma mandatul constituțional privind promovarea dreptății sociale.

#### Economie
La instaurarea Comunității, starea economică a țării era stabilă și promițătoare. Odată cu ajungerea la apogeu a comerțului exterior, la patru sute de milioane de pesos, tendința ascendentă a afacerilor a fost accentuată și a căpătat aspectul unui boom. Recoltele de export erau în general bune și, cu excepția tutunului, toate erau foarte solicitate pe piețele externe. Într-adevăr, valoarea exporturilor Filipinelor a atins un maxim total de 320.896.000 de pesos, cel mai mare din 1929 până atunci.

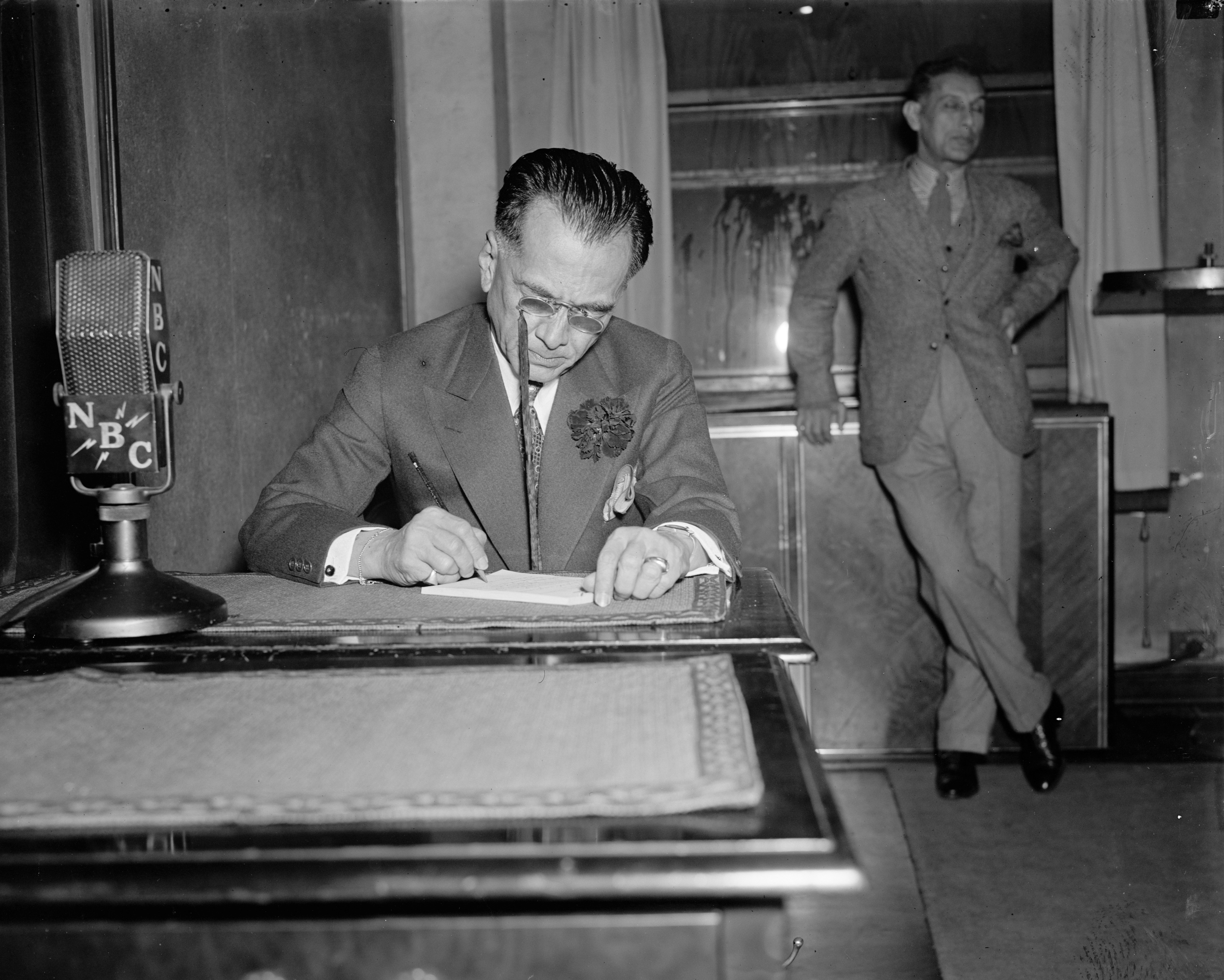
Manuel Quezon semnând documente

În plus, veniturile bugetare s-au ridicat la 76.675.000 de pesos în 1936, în comparație cu veniturile din 1935 de 65.000.000 de pesos. Chiar și companiile de stat, cu excepția Căilor Ferate din Manila⁠(d), au reușit să obțină profituri. Producția de aur a crescut cu aproximativ 37%, iar cea de fier cu aproape 100%, în timp ce producția de ciment a crescut cu aproximativ 14%.
În pofida acestei situații prospere, guvernul a fost nevoit să facă față anumitor probleme economice care afectau țara. În acest scop a fost înființat Consiliul Economic Național. Acest organism consilia guvernul în chestiuni economice și financiare, inclusiv promovarea industriilor, diversificarea culturilor și a întreprinderilor, taxele vamale⁠(d), impozitarea și formularea unui program economic care să pregătească viitoarea Republică independentă a Filipinelor.
Din nou, Compania Națională de Dezvoltare a fost reorganizată prin lege; s-a înființat Compania Națională de Orez și Porumb (NARIC) și a primit un capital de patru milioane de pesos.
La recomandarea Consiliului Economic Național, au fost înființate colonii agricole în țară, în special în Koronadal, Malig și alte situri adecvate din Mindanao. Mai mult, guvernul a oferit facilități de orice fel pentru a încuraja migrația și colonizarea acelor locuri. A fost înființată Banca Agricolă și Industrială pentru a ajuta micii fermieri cu împrumuturi convenabile în condiții ușoare. S-a acordat atenție și studiului solurilor, precum și administrării corespunzătoare a terenurilor din domeniul public. Acești pași și măsuri promiteau multe pentru îmbunătățirea bunăstării economice.

#### Reforma agrară
La înființarea guvernului Comunității, președintele Quezon a implementat Legea privind arenda terenurilor cultivate cu orez din 1933. Scopul acestui act era reglementarea contractelor de închiriere prin stabilirea unor standarde minime. În primul rând, legea prevedea o relație mai bună între arendaș și proprietar, o împărțire a recoltei în proporție de 50-50, o reglementare a dobânzii la 10% pe an agricol și o protecție împotriva rezilierii arbitrare de către proprietar. Cu toate acestea, din cauza unui defect major al acestei legi, nu fusese prezentată nicio petiție în virtutea ei.
Defectul major al acestei legi a fost că putea fi folosită numai atunci când o solicitau majoritatea consiliilor municipale⁠(d) dintr-o provincie. Deoarece proprietarii de pământ controlau de obicei aceste consilii, nicio provincie nu a cerut vreodată aplicarea legii. Prin urmare, Quezon a ordonat ca legea să fie obligatorie în toate provinciile din Luzonul Central⁠(d). Contractele au fost bune erau însă doar pe un an. Refuzând pur și simplu să-și reînnoiască contractele, proprietarii puteau astfel să-i îndepărteze pe arendași la discreție. Drept urmare, organizațiile țărănești au solicitat în zadar o lege care să oblige la reînnoirea automată a contractului atâta timp cât arendașii își îndeplineau obligațiile.
În 1936, această lege a fost modificată pentru a înlătura lacuna, dar proprietarii au făcut aplicarea acesteia relativă și nu absolută. În consecință, nu a fost niciodată realizată în ciuda bunelor sale intenții. De fapt, până în 1939, mii de țărani din Luzonul Central erau amenințați cu evacuarea în masă.
Dorința lui Quezon de a-i liniști atât pe proprietari, cât și pe chiriași nu i-a încântat pe niciunii. La începutul anilor 1940, mii de chiriași din Luzonul Central au fost alungați de pe terenurile lor agricole, iar conflictul rural a devenit mai acut ca niciodată.
Într-adevăr, în perioada Comunității, problemele agrare au persistat. Aceasta a motivat guvernul să încorporeze un principiu cardinal privind justiția socială în Constituția din 1935. A început exproprierea proprietăților funciare și a altor proprietăți în cadrul programului de dreptate socială al guvernului. La fel, Administrația Națională de Colonizare Funciară (NLSA) a început o colonizare ordonată a terenurilor agricole publice. La izbucnirea celui de al Doilea Război Mondial, fuseseră deja înființate mari zone de colonizare, pe peste 65.000 de hectare.

#### Reformele din educație
Îndreptându-și atenția către problema educației din țară, în virtutea Ordinului executiv nr. 19, din 19 februarie 1936, președintele Quezon a înființat Consiliul Național al Educației, avându-l ca prim președinte pe Rafael Palma⁠(d), fostul președinte al Universității Filipinelor⁠(d). Fondurile reținute din Legea certificatului de rezidență, aprobată rapid, au fost dedicate întreținerii școlilor publice din toată țara și deschiderii multor altora pentru a satisface nevoile tinerilor. Într-adevăr, până atunci existau deja 6.511 școli primare; 1.039 școli medii; 133 de școli medii și speciale; și cinci colegii. Numărul total de elevi înscriși era de 1.262.353, care au fost plasați în sarcina a 28.485 de cadre didactice. Creditul din acel an pentru învățământul public s-a ridicat la 14.566.850 de pesos. Instituțiile private de educație au primit, la rândul lor, peste nouăzeci și șapte de mii de elevi, sprijinind astfel considerabil guvernul în rezolvarea crizei școlare anuale. Pentru implementarea prevederii constituționale corespunzătoare, a fost înființat și Biroul pentru Educația Adulților.

#### Dreptul femeilor la vot

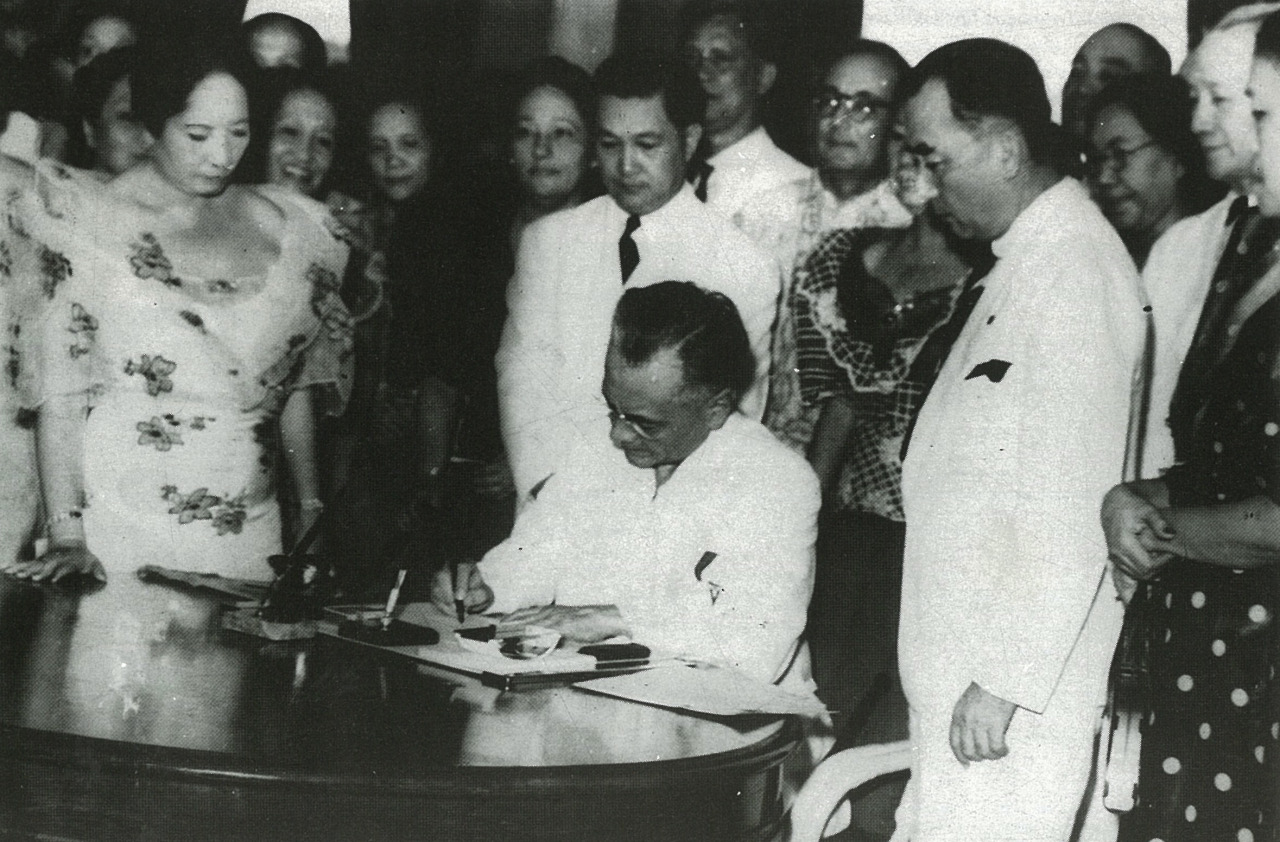
Președintele Quezon a semnat proiectul de lege pentru dreptul femeilor la vot în urma plebiscitului din 1937

Președintele Quezon a inițiat dreptul femeilor la vot⁠(d) în Filipine în timpul epocii Comunității. Ca urmare a dezbaterilor prelungite dintre susținătorii dreptului femeilor la vot și adversarii acestora, Constituția a prevăzut în cele din urmă ca problema să fie rezolvată chiar de femei printr-un plebiscit⁠(d). Dacă cel puțin 300.000 dintre ele aveau să voteze afirmativ în favoarea acordării dreptului la vot în termen de doi ani, acesta avea să fie considerat acordat femeilor din țară. Respectând acest mandat, guvernul a dispus organizarea unui plebiscit în acest scop la 3 aprilie 1937.

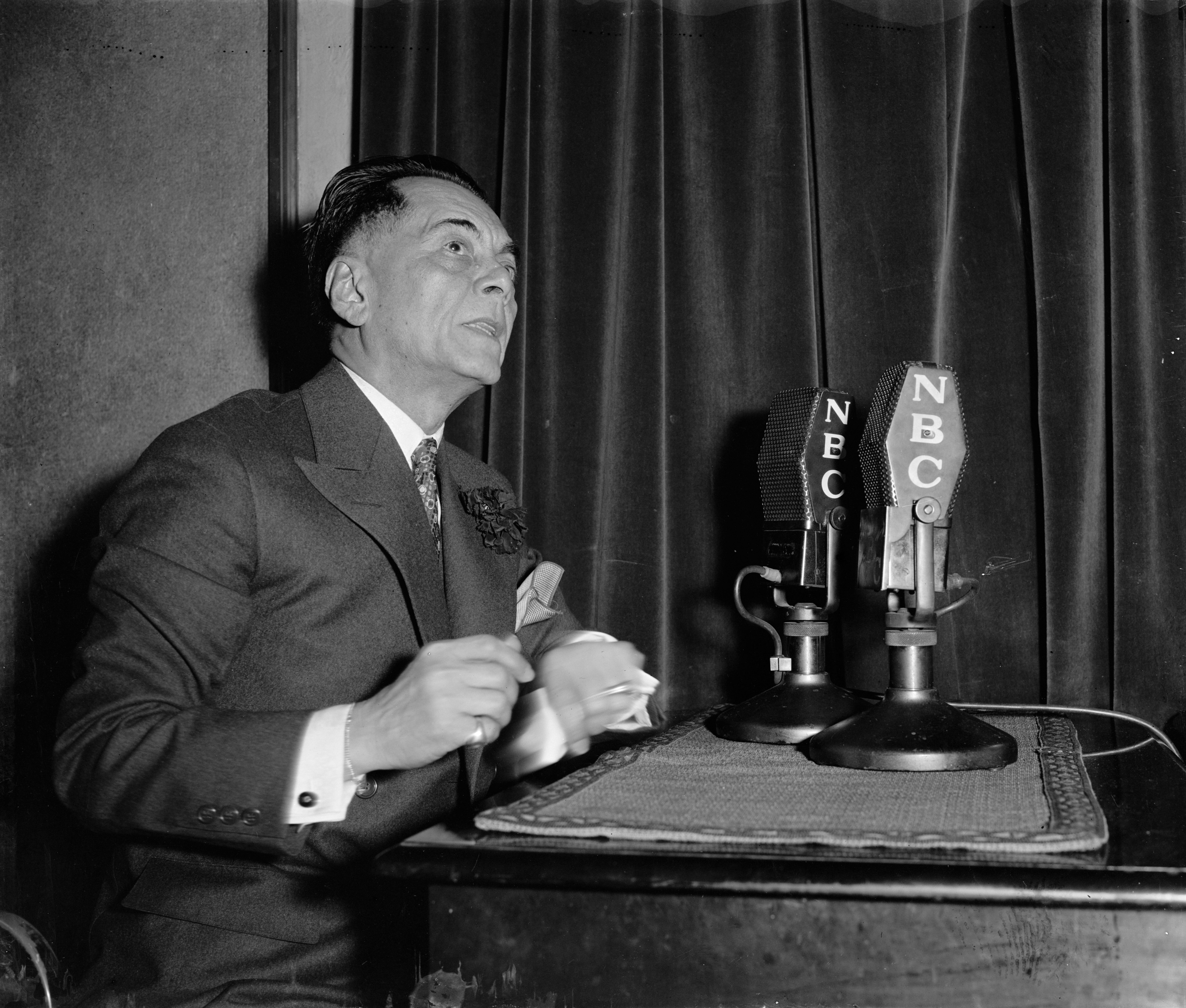
Quezon transmite compatrioților săi din Manila, de la Washington, DC. În primele 25 de minute de emisie, Quezon a discutat despre și a cerut ca drumul de 10 ani spre independență să fie limitat la o perioadă mai scurtă în.

În urma unei campanii destul de viguroase, în ziua plebiscitului, prezența femeilor la vot a fost impresionantă. Voturile afirmative au fost de 447.725, față de 44.307 care s-au opus acordării lui.

#### Limba națională
O altă problemă constituțională a Filipinelor a fost cea a limbii naționale a țării. După un an de studiu, Institutul Limbii Naționale⁠(d) — înființat în 1936 — a recomandat ca tagalogul să fie adoptat ca bază pentru limba națională. Propunerea a fost bine primită, având în vedere că directorul — primul care a fost numit — de la acea vreme, Jaime C. de Veyra⁠(d), era un etnic Waray⁠(d).
În decembrie 1937, Quezon a emis o proclamație prin care aproba constituția elaborată de Institut și declara că adoptarea limbii naționale va avea loc peste doi ani. Cu aprobarea prezidențială, Institutul Limbii Naționale a început să lucreze la o gramatică și un dicționar al limbii.

#### Vizitele în Japonia (1937–1938)
Pe măsură ce Japonia Imperială a început să își extindă influența în Filipine, președintele Quezon, cu fler și pricepere, a evitat confruntările atât cu oficialii americani, cât și cu cei japonezi. De fapt, el a vizitat Japonia de două ori în mandatul său de președinte. Mai întâi a fost o călătorie de trei zile, de la 31 ianuarie până la 2 februarie 1937, apoi una între 29 iunie și 10 iulie 1938. Întâlnirea sa cu oficialii japonezi a arătat clar că, în ciuda dialogului său cordial cu aceștia, el va fi foarte loial Statelor Unite, asigurându-i în același timp că va proteja toate drepturile și privilegiile rezidenților japonezi din Filipine. S-ar putea presupune că vizita lui Quezon în Japonia a trimis mai mult un mesaj prin care Filipine se angaja să rămână țară neutră în cazul unui conflict americano-nipon, dacă America rămâne indiferentă față de preocupările țării sale.

#### Consiliul de Stat
În 1938, președintele Quezon a lărgit componența Consiliului de Stat prin Ordinul executiv nr. 144.  Cele mai înalte organisme consultative ale Președinției urmau să fie formate de acum înainte din președinte, vicepreședinte, președintele Senatului⁠(d), președintele Camerei Reprezentanților⁠(d), Președinte pro tempore al Senatului, președintele pro tempore al Camerei, liderul majorității ambelor Camere ale Congresului⁠(d), foștii președinți ai Filipinelor și trei până la cinci cetățeni importanți.

#### Alegerile de la jumătatea mandatului din 1938
Alegerile pentru cea de a doua Adunare Națională au avut loc la 8 noiembrie 1938, în temeiul unei noi legi care permitea votul în bloc⁠(d), care a favorizat Partidul Nacionalista⁠(d) aflat la guvernare. După cum era de așteptat, toate cele 98 de locuri din Adunarea Națională au revenit naționaliștilor. José Yulo⁠(d), care a fost secretarul de justiție al lui Quezon între 1934 și 1938, a fost ales Președinte.
A doua Adunare Națională⁠(d) s-a angajat în adoptarea unei legislații care să întărească economia. Din păcate, la orizont se profila al Doilea Război Mondial. Anumite legi adoptate de Prima Adunare Națională au fost modificate sau abrogate pentru a răspunde realităților existente. O controversată lege a imigrației care stabilea o limită anuală de 50 de imigranți pe țară, care a afectat în mare parte cetățenii chinezi și japonezi care fugeau de războiul sino-japonez, a fost adoptată în 1940. Deoarece legea afecta relațiile externe, era nevoie de aprobarea președintelui SUA, care a fost totuși obținută. Când a fost publicat rezultatul recensământului din 1939, Adunarea Națională a actualizat repartizarea circumscripțiilor legislative, care a devenit baza pentru alegerile din 1941⁠(d).

#### Plebiscitul din 1939
La 7 august 1939, Congresul Statelor Unite a promulgat o lege care cuprindea recomandările înaintate de Comisia mixtă pregătitoare pentru afacerile Filipinelor. Deoarece noua lege impunea o modificare a Ordonanței anexate la Constituție, la 24 august 1939 a avut loc un plebiscit. Amendamentul a fost adoptat cu 1.339.453 de voturi față de 49.633.

#### A treia limbă oficială

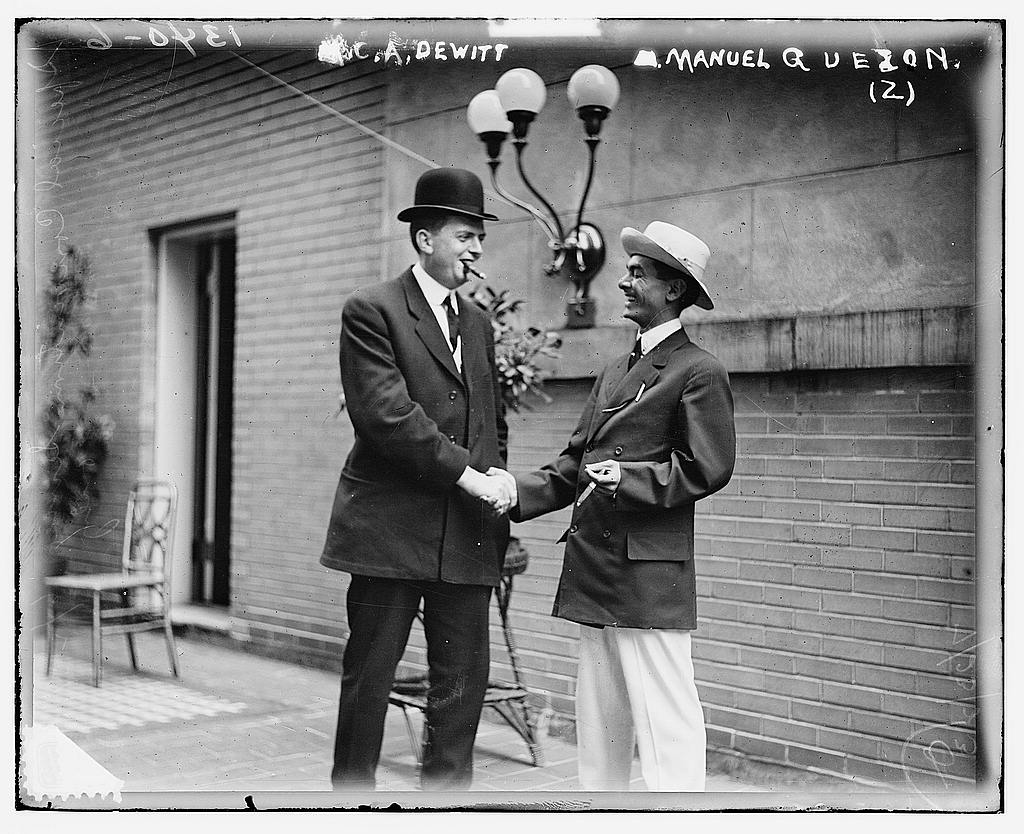
CA Dewitt și Manuel Quezon

Quezon a înființat Institutul Limbii Naționale⁠(d) (INL) pentru a crea o limbă națională pentru țară. La 30 decembrie 1937, președintele Quezon, prin Ordinul executiv nr. 134, a declarat oficial tagalogul ca bază a limbii naționale a Filipinelor. Limba națională era predată obligatoriu în școli în anul universitar 1940–1941. Ulterior, Adunarea Națională a promulgat Legea nr. 570 care ridică limba națională elaborată de institut la statutul de limbă oficială a Filipinelor, la egalitate cu engleza și spaniola. Legea a intrat în vigoare la 4 iulie 1946, la înființarea Republicii Filipine.

#### Plebiscitul din 1940
Odată cu alegerile locale din 1940, a avut loc un alt plebiscit, de data aceasta pentru ratificarea propunerilor de amendamente la Constituție privind restabilirea legislativului bicameral, mandatul prezidențial, care urma să fie fixat la patru ani cu o singură realegere; și înființarea unei Comisii independente pentru alegeri⁠(d). Odată cu Partidul Nacionalista⁠(d), care a propus la convenția sa acest amendament, la care lucrase sub conducerea președintelui partidului, José Yulo⁠(d), amendamentele au fost ratificate cu majoritate covârșitoare de către electorat. Președintele Yulo și deputatul Dominador Tan au călătorit în Statele Unite pentru a obține aprobarea președintelui Franklin D. Roosevelt, care a fost acordată la 2 decembrie 1940. Două zile mai târziu, președintele Quezon a proclamat amendamentele.

#### Alegerile prezidențiale din 1941
Constituția filipineză îi interzicea inițial lui Quezon să fie reales. Cu toate acestea, în 1940, se ratificaseră amendamentele constituționale care îi permiteau să obțină un nou mandat care să se încheie în 1943. La alegerile prezidențiale din 1941⁠(d), Quezon a fost reales în competiția electorală împotriva fostului senator Juan Sumulong⁠(d) cu aproape 82% din voturi.

### Al doilea mandat (1941–1944)

#### Discuțiile dinaintea războiului
Pe măsură ce în regiunea Pacificului criza escalada, Filipinele s-au pregătit și de război. S-a intensificat pregătirea tinerilor militari, sub conducerea generalului Douglas MacArthur. S-au desfășurat exerciții de întrerupere a energiei, dintre care primul a avut loc în noaptea de 10 iulie 1941 la Manila. În toate școlile și cluburile sociale s-au făcut cursuri de prim ajutor. La 1 aprilie 1941, președintele Quezon a înființat Administrația Civilă de Urgență (CEA), cu filiale în provincii și orașe. De asemenea, au fost puse la punct exerciții de raid aerian.

#### Refugiații evrei
Într-un act umanitar remarcabil, în cooperare cu Înaltul Comisar⁠(d) american, Paul V. McNutt, Quezon a facilitat intrarea în Filipine a refugiaților evrei care fugeau de regimurile fasciste din Europa, și s-a opus criticilor convinși de propaganda fascistă conform căreia stabilirea evreilor în țară era o amenințare. Quezon și McNutt au propus ca 30.000 de familii de refugiați să fie primiți pe Mindanao și 30.000-40.000 de refugiați pe Polillo⁠(d). Quezon a dat, ca împrumut pe 10 ani Comitetului pentru Refugiați Evrei din Manila, teren lângă casa familiei lui Quezon din Marikina⁠(d). Terenul urma să găzduiască refugiați fără adăpost în Marikina Hall, care este în prezent Școala de Administrare a Afacerilor din Filipine.

#### Guvernul în exil

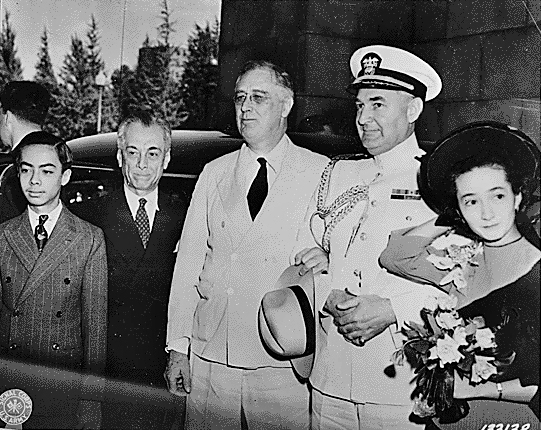
Președintele Quezon, împreună cu câțiva dintre membrii familiei sale, sunt întâmpinați la Washington, DC de către președintele Roosevelt.

După invazia japoneză a Filipinelor în timpul celui de al Doilea Război Mondial, Quezon a fost evacuat la Corregidor⁠(d), unde a fost inaugurat oficial pentru al doilea mandat, apoi în Visayas și Mindanao. La invitația guvernului SUA, a fost evacuat în continuare în Australia, și apoi în Statele Unite, unde a stabilit Guvernul în exil al Comunității, cu sediul la Washington, DC. Acolo, a fost membru al Consiliului de Război al Pacificului⁠(d), a semnat declarația Națiunilor Unite împotriva Puterilor Axei și și-a scris autobiografia intitulată The Good Fight.
Pentru a-și îndeplini atribuțiile guvernamentale în exil, președintele Quezon a primit în folosință un etaj întreg al unei aripi a hotelului Shoreham⁠(d) pentru a-și găzdui familia și biroul. Sediul guvernului au fost stabilite la sediul Comisarului Rezident al Filipinelor, Joaquin Elizalde. Acesta din urmă a fost numit membru al cabinetului de război al președintelui. Au fost numiți și generalul de brigadă Carlos P. Romulo⁠(d), ca secretar al Departamentului de Informații și Relații Publice, și Jaime Hernandez, ca auditor general.
La 2 iunie 1942, președintele Quezon s-a adresat Camerei Reprezentanților Statelor Unite, indicând necesitatea vitală de a elibera frontul filipinez. În fața Senatului, mai târziu, președintele filipinez a reiterat același mesaj și i-a îndemnat pe senatori să adopte sloganul „Remember Bataan”. În ciuda stării sale precare de sănătate, președintele Quezon a călătorit prin Statele Unite pentru a susține discursuri animate și scurte, menite să mențină războiul din Filipine pe primul loc în mintea națiunii americane.

#### Discuții despre Filipinele postbelice

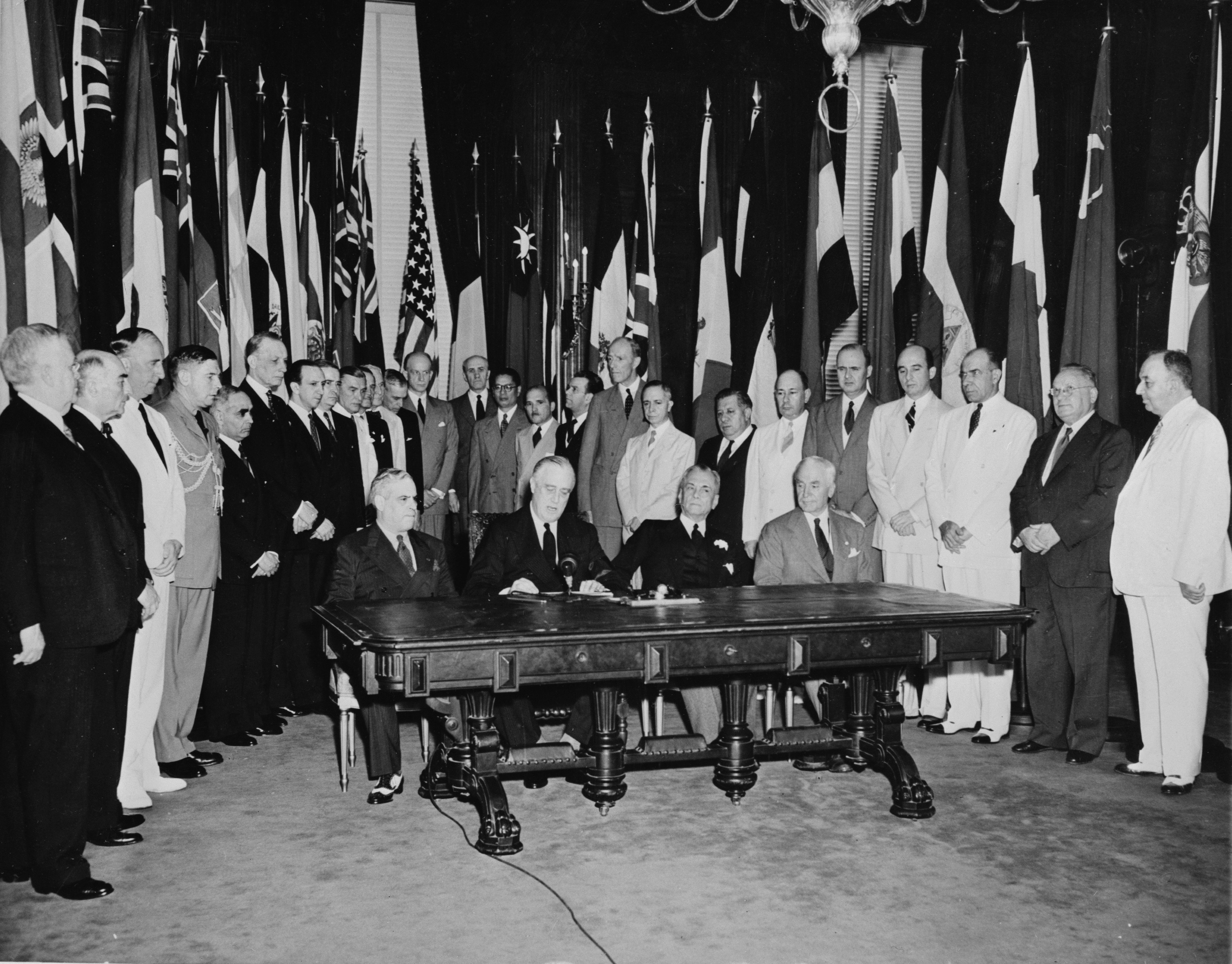
Washington, DC. Reprezentanții a 26 de țări din Națiunile Unite la ceremoniile de Ziua Drapelului de la Casa Albă pentru a-și reafirma pactul. Așezați, de la stanga la dreapta: Francisco Castillo Najera, ambasadorul Mexicului; președintele Roosevelt; Manuel Quezon, președintele Insulelor Filipine; și secretarul de stat Cordell Hull.

Cu ocazia sărbătoririi primei sale aniversări în Statele Unite, Manuel Quezon a transmis un mesaj radio locuitorilor filipinezi din Hawaii, care au contribuit la sărbătoare prin achiziționarea de obligațiuni în al Doilea Război Mondial în valoare de patru milioane de pesos. Arătând în continuare cooperarea guvernului filipinez cu efortul de război, Quezon a oferit oficial Armatei SUA un regiment de infanterie filipinez, care a primit de la Departamentul de Război al SUA⁠(d) autorizația să se instruiască în California. De asemenea, a cerut guvernului filipinez să achiziționeze iahtul lui Elizalde, care, redenumit Bataan și echipat de ofițeri și marinari filipinezi, a fost donat Statelor Unite pentru a fi folosit în război.
La începutul lunii noiembrie 1942, Quezon a ținut conferințe cu președintele Roosevelt pentru a elabora un plan pentru crearea unei comisii mixte care să studieze condițiile economice din Filipinele postbelice. Optsprezece luni mai târziu, Congresul Statelor Unite avea să adopte o lege de înființare a Comisiei filipineze de reabilitare ca rezultat al unor astfel de discuții între cei doi președinți.

#### Impasul Quezon-Osmeña
Până în 1943, guvernul filipinez în exil s-a confruntat cu o criză gravă. Conform Constituției din 1935, mandatul oficial al președintelui Quezon urma să expire la 30 decembrie 1943, iar vicepreședintele Sergio Osmeña⁠(d) avea să îi urmeze automat la președinție. Această eventualitate a fost adusă în atenția președintelui Quezon chiar de Osmeña, care a scris primul în acest sens. În afară de răspunsul la această scrisoare prin care îl informa pe vicepreședintele Osmeña că nu ar fi înțelept și prudent să se efectueze o astfel de schimbare în aceste circumstanțe, președintele Quezon a emis un comunicat de presă în același sens. Osmeña a cerut apoi opinia procurorului general al SUA Homer Cummings⁠(d), care a susținut punctul de vedere al lui Osmeña ca fiind mai în concordanță cu legea. Quezon, însă, a rămas neclintit. În consecință, el a cerut arbitrajul președintelui Roosevelt. Acesta din urmă a ales să rămână departe de controversă, sugerându-le oficialilor filipinezi să rezolve singuri impasul.
O reuniune a cabinetului a fost apoi convocată de președintele Quezon. În afară de Quezon și Osmeña, alții prezenți la această întâlnire importantă au fost comisarul rezident⁠(d) Joaquín Elizalde⁠(d), general de brigadă Carlos P. Romulo⁠(d) și secretarii săi de cabinet, Andrés Soriano⁠(d) și Jaime Hernandez. În urma unor discuții animate, Cabinetul a susținut opinia lui Elizalde în favoarea deciziei și Quezon și-a anunțat planul de a se pensiona în California.
După întâlnire, însă, Osmeña l-a abordat pe Quezon și i-a pus în vedere planul său de a cere Congresului Statelor Unite să suspende dispozițiile constituționale pentru succesiunea prezidențială până după ce Filipinele vor fi eliberate. Această ieșire legală a fost acceptabilă pentru Quezon și membrii cabinetului său. Au fost luate măsurile adecvate pentru realizarea propunerii. Susținută de senatorul Tydings și de congresmanul Bell, rezoluția relevantă a fost aprobată în unanimitate de Senat cu un vot vocal⁠(d) și a fost adoptată de Camera Reprezentanților cu un vot de 181 la 107 la 10 noiembrie 1943.

#### Moartea

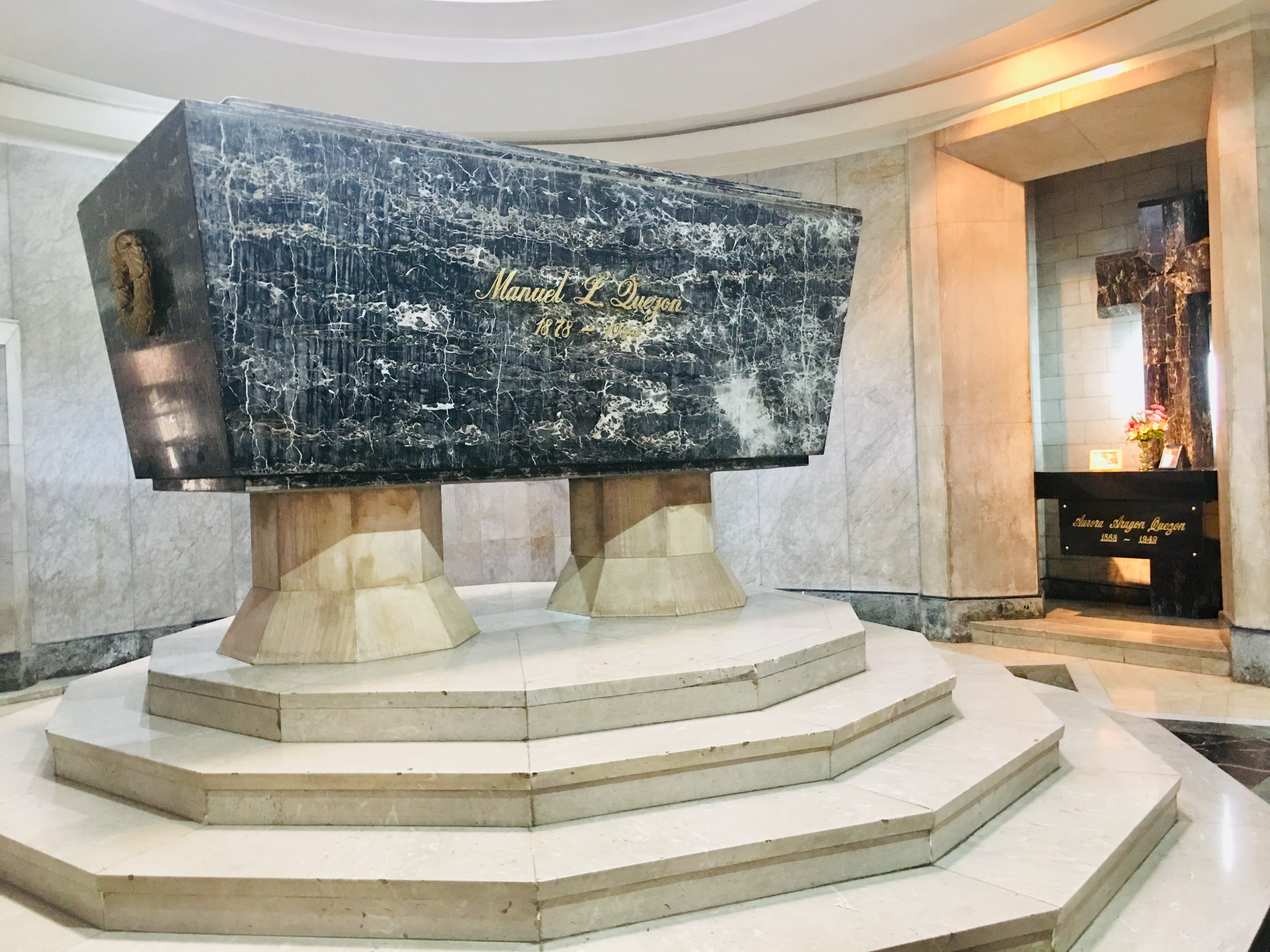
Mormântul președintelui Quezon și al soției sale Aurora în interiorul din Quezon City

Quezon suferea de tuberculoză și și-a petrecut ultimii ani în spitale, inclusiv la un spital militar din Miami Beach în aprilie 1944. În acea vară, se afla într-o „colibă de vindecare”⁠(d) de la Saranac Lake⁠(d), New York. A murit în acea cabană la ora 10:05 am în ziua de 1 august 1944, la mai puțin de trei săptămâni după ce împlinise 66 de ani. Inițial a fost înmormântat în Cimitirul Național Arlington⁠(d). Rămășițele sale au fost aduse ulterior de fostul guvernator general și înaltul comisar Frank Murphy la bordul navei USS Princeton⁠(en)[traduceți] și reînhumate în Manila, la Cimitirul Manila Nord⁠(d), la 17 iulie 1946. Ele au fost apoi mutate în Quezon City într-o copie în miniatură a mormântului lui Napoleon la Altarul Memorial Quezon⁠(d) la 1 august 1979.

## Viața personală

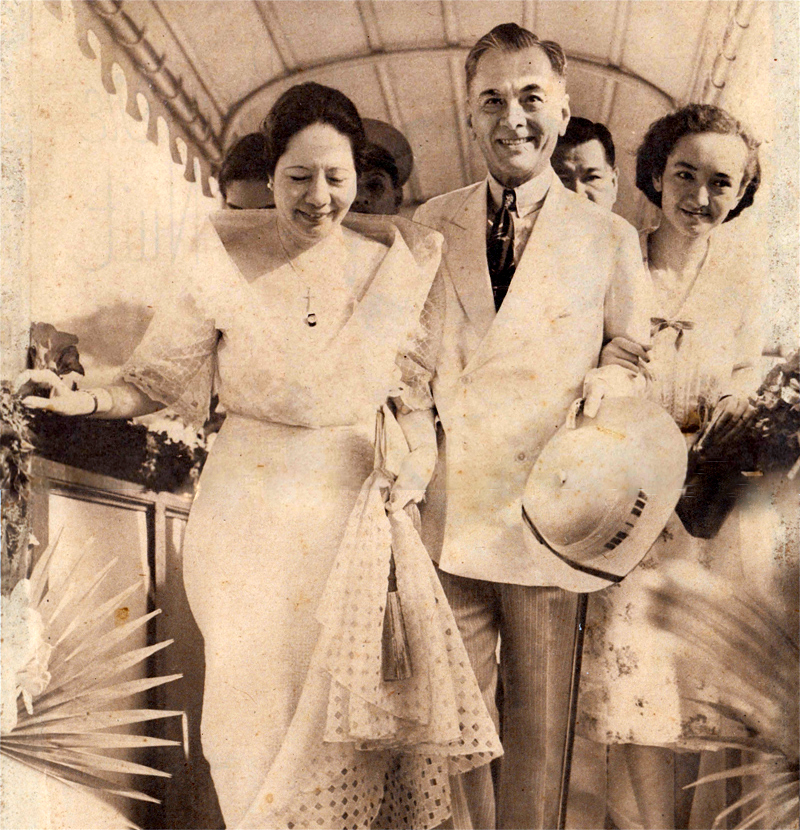
Președintele Quezon cu soția sa Aurora (stânga) și fiica Maria Aurora „Baby” (dreapta) în 1938

Quezon s-a căsătorit cu verișoara sa primară⁠(d), Aurora Aragón Quezon⁠(d), la 17 decembrie 1918. Cuplul a avut patru copii: María Aurora „Baby” Quezon (23 septembrie 1919 – 28 aprilie 1949), María Zenaida „Nini” Quezon-Avanceña (9 aprilie 1921 – 12 iulie 2021), Luisa Corazón Paz „Nenita” Quezon (17 februarie). – 14 decembrie 1924) și Manuel L. „Nonong” Quezon, Jr. (23 iunie 1926 – 18 septembrie 1998). Nepotul lui, Manuel L. "Manolo" Quezon III⁠(d) (născut la 30 mai 1970), un proeminent scriitor și fost subsecretar al Oficiului Prezidențial de Dezvoltare a Comunicațiilor și Planificare Strategică⁠(d), a fost numit după el.

## Premii și distincții
Distincții străine
- France: : Légion d'honneur, ofițer
- Mexic: : Ordinul Vulturului Aztec, colan
- Belgia: : Ordinul Coroanei, mare cruce
- Spania: : Orden de la República Española⁠(d), mare cruce
- Republica China: : Ordinul Jadului Strălucitor, mare cordon

Distincții naționale
- : Ordinul Inimii de Aur, mare colan (Maringal na Kuwintas) - postum (19 august 1960)[45]

- : Ordinul Cavalerilor din Rizal, cavaler mare cruce al Rizalului (KGCR).[46]
- Ziua Manuel L. Quezon (19 august) – sărbătorită în toate Filipinele ca o sărbătoare specială și zi lucrătoare, cu excepția provinciilor Quezon⁠(d) și Aurora⁠(d), Quezon City și orașul Lucena, unde este o sărbătoare specială nelucrătoare.[47][48]

## Memoria
- Quezon City, provincia Quezon, Podul Quezon⁠(d) din Manila și Universitatea Manuel L. Quezon⁠(d) și multe străzi poartă numele lui. Cea mai înaltă onoare conferită de Republica Filipine este Crucea Quezon pentru Serviciu. El este comemorat și pe moneda filipineză de douăzeci de peso și pe două monede comemorative de un peso (1936), una alături de Frank Murphy⁠(d) și alta cu Franklin Delano Roosevelt.[49]
- „Ușile deschise” este un memorial al Holocaustului din Rishon LeZion, Israel. Este o sculptură de 7 m înălțime proiectată de artistul filipinez Luis Lee Jr. și ridicată în onoarea și mulțumirea președintelui Manuel Quezon și a filipinezilor care au primit peste 1.200 de evrei refugiați din Germania nazistă.[50][51]
- Comune din șase provincii diferite din Filipine poartă numele de Quezon: Quezon, Bukidnon ; Quezon, Isabela ; Quezon, Nueva Ecija ; Quezon, Nueva Vizcaya ; Quezon, Palawan ; și Quezon, Quezon.
- Documentele prezidențiale ale lui Manuel L. Quezon au fost înscrise oficial în Registrul Memoria Lumii de către UNESCO în 2011.[52]
- Cea mai dezvoltată insulă din Parcul Național Hundred Islands⁠(d) poartă numele lui.[53]

## În cultura populară
- Interpretat de Richard Gutierrez în videoclipul muzical oficial din 2010 al imnului național al Filipinelor, produs și difuzat prin GMA Network.[54]
- Interpretat de Arnold Reyes în musicalul MLQ: Ang Buhay ni Manuel Luis Quezon (2015).[55]
- Interpretat de Benjamin Alves în filmul Heneral Luna (2015).[56]
- Interpretat de Benjamin Alves și TJ Trinidad în filmul Goyo: Ang Batang Heneral (2018).[57]
- Interpretat de Raymond Bagatsing în filmul Quezon's Game (2019).[58]

## Înregistrarea vocii
S-a păstrat o înregistrare a vocii lui Quezon, ținând un discurs intitulat „Message to My People”, rostit în engleză și spaniolă. Potrivit lui Manuel L. Quezon al III-lea, discursul bunicului său a fost înregistrat când era președinte al Senatului „în anii 1920, când a fost diagnosticat pentru prima dată cu tuberculoză și a presupus că nu mai avea mult de trăit”.